# Петренко Геннадій Никифорович
Геннадій Никифорович Петренко (15 лютого 1913, Мигалки — 6 січня 1973, Київ) — радянський офіцер, Герой Радянського Союзу, в роки німецько-радянської війни командир взводу роти протитанкових рушниць 360-го стрілецького полку 74-ї стрілецької дивізії, старший лейтенант.

## Біографія
Народився 15 лютого 1913 року в селі Мигалках (тепер Бородянського району Київської області) в селянській родині. Українець. Член КПРС з 1943 року. Після закінчення семирічної школи вступив до лісового технікуму, потім працював лісничим.
У 1938 році призваний до лав Червоної Армії. У боях німецько-радянської війни з червня 1941 року. Воював на Південно-Західному, Воронезькому і 1-му Українському фронтах у складі 74-ї стрілецької дивізії. Командував взводом, ротою протитанкових рушниць в боях на Курській дузі і при форсуванні Дніпра.
13 вересня 1943 року старший лейтенант Г. М. Петренко в бою за село Оболонню Коропського району Чернігівської області на правому березі Десни вміло організував відбиття контратак противника, в яких ворог втратив танк і до взводу піхоти. Був поранений, але не залишив поля бою.
Указом Президії Верховної Ради СРСР від 16 жовтня 1943 року за вміле командування ротою у боях при форсуванні Десни, відбиття контратак противника, оволодіння і утримання плацдарму, а також за проявлені при цьому мужність і героїзм старшому лейтенанту Геннадію Никифоровичу Петренку присвоєно звання Героя Радянського Союзу з врученням ордена Леніна і медалі «Золота Зірка» (№ 3885).

Могила Геннадія Петренка

У січні 1944 року в бою під Корсунь-Шевченківським Г. М. Петренко був важко поранений утретє. У 1946 році по інвалідності був звільнений з армії. Жив у Києві. Помер 6 січня 1973 року. Похований у Києві на Лук'янівському військовому кладовищі.

## Нагороди
Нагороджений орденом Леніна, орденом Олександра Невського, орденом Червоної Зірки, медалями.